# Trofeo Manta Open 2005
Il Trofeo Manta Open 2005 è stato un torneo di tennis facente parte della categoria ATP Challenger Series nell'ambito dell'ATP Challenger Series 2005. Il torneo si è giocato a Manta in Ecuador dal 15 al 21 agosto 2005 su campi in cemento.

## Vincitori

### Singolare
Thiago Alves ha battuto in finale  Lesley Joseph 6–4, 6–1

### Doppio
Brian Dabul /  Marcel Felder hanno battuto in finale  Franco Ferreiro /  Marcelo Melo con il punteggio di 6–3, 4–6, 6–4